# Ferrería de Tula
Ferrería de Tula är en ort i Mexiko.   Den ligger i kommunen Tapalpa och delstaten Jalisco, i den centrala delen av landet, 500 km väster om huvudstaden Mexico City. Ferrería de Tula ligger 2 361 meter över havet och antalet invånare är 547.
Terrängen runt Ferrería de Tula är kuperad, och sluttar västerut. Runt Ferrería de Tula är det ganska glesbefolkat, med 27 invånare per kvadratkilometer. Närmaste större samhälle är Atemajac de Brizuela, 8,0 km norr om Ferrería de Tula. I omgivningarna runt Ferrería de Tula växer i huvudsak blandskog.